# Bahnstrecke Bremen–Bremerhaven
| Bremerhaven Hauptbahnhof | |                                                                            |                                                                            |
| Streckennummer (DB): | 1740 |                                                                            |                                                                            |
| Kursbuchstrecke (DB): | 125 |                                                                            |                                                                            |
| Kursbuchstrecke: | 188 (Bremen Hbf – Wesermünde(Lehe) 1934) 188a (Bremen Hbf – Burg-Lesum 1934) 190b (Wesermünde (Wulsdorf) – Wesermünde (Lehe) 1934) 190c, 190g (Wesermünde-Bremerhaven – Speckenbüttel 1934) 215 (1946) 215a (Bremen Hbf – Bremen-Burg 1946) 215m (Wesermünde (Wulsdorf) – Wesermünde-Bremerhaven 1946) 217b (Wesermünde (Wulsdorf) – Wesermünde (Lehe) 1946) 215g, 217a (Wesermünde-Bremerhaven – Speckenbüttel 1946) |                                                                            |                                                                            |
| Streckenlänge: | 69,6 km |                                                                            |                                                                            |
| Spurweite: | 1435 mm (Normalspur) |                                                                            |                                                                            |
| Streckenklasse: | D4 |                                                                            |                                                                            |
| Stromsystem: | 15 kV 16,7 Hz ~ |                                                                            |                                                                            |
| Streckengeschwindigkeit: | 160 km/h |                                                                            |                                                                            |
| Zugbeeinflussung: | PZB |                                                                            |                                                                            |
| Zweigleisigkeit: | durchgehend |                                                                            |                                                                            |
| | |                                                                            |                                                                            |
| Bundesländer: | Bremen, Niedersachsen |                                                                            |                                                                            |
| \| \| \| Strecke von Osnabrück, Strecke aus Hannover \| \| \| \| 122,3 \| Bremen Hbf \| Bremen Hbf \| \| \| \| nach Oldenburg \| \| \| \| \| Strecke nach Hamburg \| \| \| \| \| Bremen Hgbf \| \| \| \| \| \| \| \| \| \| \| \| \| \| 125,3 \| Bremen-Walle \| 8 m \| \| \| \| \| \| \| \| \| Bremen Rbf \| \| \| \| \| \| \| \| \| 130,1 \| Bremen-Oslebshausen \| 7 m \| \| \| \| nach Bremen Inlandshafen / Bremen Stahlwerke \| \| \| \| \| A 281 \| \| \| \| \| Bremen-Grambke (geplant) \| \| \| \| \| Lesum \| \| \| \| 133,6 \| Bremen-Burg \| 6 m \| \| \| \| nach Bremen-Vegesack \| \| \| \| \| A 27 \| \| \| \| \| Bremen-Marßel (geplant) \| \| \| \| 138,2 \| Ritterhude (ehem. Bf) \| 15 m \| \| \| 143,4 \| Osterholz-Scharmbeck \| 15 m \| \| \| \| nach Bremervörde \| \| \| \| \| B 74 (Ortsumgehung Osterholz-Scharmbeck) \| \| \| \| \| Panzergleis von der Lucius-D.-Clay-Kaserne \| \| \| \| 150,3 \| Oldenbüttel \| Oldenbüttel \| \| \| \| Giehler Bach \| \| \| \| \| von der Lufthauptmunitionsanstalt Lübberstedt \| \| \| \| 157,2 \| Lübberstedt \| 21 m \| \| \| 164,2 \| Stubben \| 8 m \| \| \| \| Lune \| \| \| \| 169,4 \| Lunestedt (ehem. Bf) \| 6 m \| \| \| 176,3 \| Loxstedt (ehem. Bf) \| 6 m \| \| \| \| B 71 \| \| \| \| \| A 27 \| \| \| \| \| Rohr \| \| \| \| \| von Buchholz \| \| \| \| \| von Farge (Niederweserbahn) \| \| \| \| 181,1 \| Bremerhaven-Wulsdorf \| Bremerhaven-Wulsdorf \| \| \| \| zum Fischereihafen \| \| \| \| \| Hauptstrecke seit 1914 \| \| \| \| \| \| \| \| \| 184,2 \| Geestemünde Personenbf bis 1914, später Güterbf \| Geestemünde Personenbf bis 1914, später Güterbf \| \| \| 184,3 \| Bremerhaven Hbf (seit 1914) \| Bremerhaven Hbf (seit 1914) \| \| \| \| bis 1921: Überseehäfen \| \| \| \| \| nach Lehe (1896–1914) \| \| \| \| \| B 212 (Grimsbystraße) \| \| \| \| \| Geeste \| \| \| \| 187,8 \| Bremerhaven-Lehe Pbf \| Bremerhaven-Lehe Pbf \| \| \| 190,7 \| Bremerhaven-Speckenbüttel (ehem. PV) \| Bremerhaven-Speckenbüttel (ehem. PV) \| \| \| \| nach Bad Bederkesa \| \| \| \| \| nach Cuxhaven \| \| \| \| 191,9 \| Bremerhaven-Speckenbüttel (Rbf) \| Bremerhaven-Speckenbüttel (Rbf) \| \| \| \| nach Bremerhaven Imsumer Deich \| \| \| \| 194,2 \| Bremerhaven Seehafen \| Bremerhaven Seehafen \| \| \| \| \| \| \| \| \| Bremerhaven Seehafen Columbusbahnhof Bahnhofsteil von Bremerhaven Seehafen \| \| \| \| \| \| \| \| Quellen: [1][2][3] \| \| \| \| | |                                                                            |                                                                            |
| Strecke | | Strecke von Osnabrück, Strecke aus Hannover                                | Strecke von Osnabrück, Strecke aus Hannover                                |
| Bahnhof | 122,3 | Bremen Hbf                                                                 | Bremen Hbf                                                                 |
| Abzweig geradeaus und nach links · Abzweig geradeaus und nach rechts | | nach Oldenburg                                                             | nach Oldenburg                                                             |
| Abzweig geradeaus und nach links · Abzweig geradeaus und nach rechts · Strecke | | Strecke nach Hamburg                                                       | Strecke nach Hamburg                                                       |
| Strecke · Strecke · ehemaliger Bahnhof | | Bremen Hgbf                                                                | Bremen Hgbf                                                                |
| Strecke · Abzweig geradeaus und von links · Abzweig geradeaus und nach rechts | |                                                                            |                                                                            |
| Strecke · Abzweig geradeaus und nach links · Abzweig geradeaus und von rechts | |                                                                            |                                                                            |
| Strecke · Haltepunkt / Haltestelle · ehemaliger Haltepunkt / Haltestelle | 125,3 | Bremen-Walle                                                               | 8 m                                                                        |
| Strecke nach links · Kreuzung geradeaus oben · Abzweig geradeaus und von rechts | |                                                                            |                                                                            |
| Strecke · Dienststation / Betriebs- oder Güterbahnhof | | Bremen Rbf                                                                 | Bremen Rbf                                                                 |
| Abzweig geradeaus und von links · Abzweig geradeaus und nach rechts | |                                                                            |                                                                            |
| Haltepunkt / Haltestelle · Strecke | 130,1 | Bremen-Oslebshausen                                                        | 7 m                                                                        |
| Strecke · Strecke nach links | | nach Bremen Inlandshafen / Bremen Stahlwerke                               | nach Bremen Inlandshafen / Bremen Stahlwerke                               |
| Strecke mit Straßenbrücke | | A 281                                                                      | A 281                                                                      |
| ehemaliger Haltepunkt / Haltestelle | | Bremen-Grambke (geplant)                                                   | Bremen-Grambke (geplant)                                                   |
| Brücke über Wasserlauf | | Lesum                                                                      | Lesum                                                                      |
| Bahnhof | 133,6 | Bremen-Burg                                                                | 6 m                                                                        |
| Abzweig geradeaus und nach links | | nach Bremen-Vegesack                                                       | nach Bremen-Vegesack                                                       |
| Strecke mit Straßenbrücke | | A 27                                                                       | A 27                                                                       |
| ehemaliger Haltepunkt / Haltestelle | | Bremen-Marßel (geplant)                                                    | Bremen-Marßel (geplant)                                                    |
| Haltepunkt / Haltestelle | 138,2 | Ritterhude (ehem. Bf)                                                      | 15 m                                                                       |
| Bahnhof | 143,4 | Osterholz-Scharmbeck                                                       | 15 m                                                                       |
| Abzweig geradeaus und nach rechts | | nach Bremervörde                                                           | nach Bremervörde                                                           |
| Strecke mit Straßenbrücke | | B 74 (Ortsumgehung Osterholz-Scharmbeck)                                   | B 74 (Ortsumgehung Osterholz-Scharmbeck)                                   |
| Abzweig geradeaus und ehemals von links | | Panzergleis von der Lucius-D.-Clay-Kaserne                                 | Panzergleis von der Lucius-D.-Clay-Kaserne                                 |
| Bahnhof | 150,3 | Oldenbüttel                                                                | Oldenbüttel                                                                |
| Brücke über Wasserlauf | | Giehler Bach                                                               | Giehler Bach                                                               |
| Abzweig geradeaus und ehemals von links | | von der Lufthauptmunitionsanstalt Lübberstedt                              | von der Lufthauptmunitionsanstalt Lübberstedt                              |
| Bahnhof | 157,2 | Lübberstedt                                                                | 21 m                                                                       |
| Bahnhof | 164,2 | Stubben                                                                    | 8 m                                                                        |
| Brücke über Wasserlauf | | Lune                                                                       | Lune                                                                       |
| Haltepunkt / Haltestelle | 169,4 | Lunestedt (ehem. Bf)                                                       | 6 m                                                                        |
| Haltepunkt / Haltestelle | 176,3 | Loxstedt (ehem. Bf)                                                        | 6 m                                                                        |
| Strecke mit Straßenbrücke | | B 71                                                                       | B 71                                                                       |
| Strecke mit Straßenbrücke | | A 27                                                                       | A 27                                                                       |
| Brücke über Wasserlauf | | Rohr                                                                       | Rohr                                                                       |
| Abzweig geradeaus und von rechts | | von Buchholz                                                               | von Buchholz                                                               |
| Abzweig geradeaus und ehemals von links | | von Farge (Niederweserbahn)                                                | von Farge (Niederweserbahn)                                                |
| Bahnhof | 181,1 | Bremerhaven-Wulsdorf                                                       | Bremerhaven-Wulsdorf                                                       |
| Abzweig geradeaus und nach links | | zum Fischereihafen                                                         | zum Fischereihafen                                                         |
| Strecke von links · Abzweig ehemals geradeaus, nach rechts und ehemals von rechts | | Hauptstrecke seit 1914                                                     | Hauptstrecke seit 1914                                                     |
| Strecke · Abzweig geradeaus und nach links (Strecke außer Betrieb) · Strecke von rechts (außer Betrieb) | |                                                                            |                                                                            |
| Strecke · Strecke (außer Betrieb) · Kopfbahnhof Streckenende (Strecke außer Betrieb) | 184,2 | Geestemünde Personenbf bis 1914, später Güterbf                            | Geestemünde Personenbf bis 1914, später Güterbf                            |
| Bahnhof · Strecke (außer Betrieb) | 184,3 | Bremerhaven Hbf (seit 1914)                                                | Bremerhaven Hbf (seit 1914)                                                |
| Strecke · Abzweig geradeaus und nach links (Strecke außer Betrieb) | | bis 1921: Überseehäfen                                                     | bis 1921: Überseehäfen                                                     |
| Strecke nach links · Abzweig ehemals geradeaus und von rechts | | nach Lehe (1896–1914)                                                      | nach Lehe (1896–1914)                                                      |
| Brücke | | B 212 (Grimsbystraße)                                                      | B 212 (Grimsbystraße)                                                      |
| Brücke über Wasserlauf | | Geeste                                                                     | Geeste                                                                     |
| Bahnhof | 187,8 | Bremerhaven-Lehe Pbf                                                       | Bremerhaven-Lehe Pbf                                                       |
| Dienststation / Betriebs- oder Güterbahnhof | 190,7 | Bremerhaven-Speckenbüttel (ehem. PV)                                       | Bremerhaven-Speckenbüttel (ehem. PV)                                       |
| Abzweig geradeaus und nach rechts | | nach Bad Bederkesa                                                         | nach Bad Bederkesa                                                         |
| Abzweig geradeaus und nach rechts | | nach Cuxhaven                                                              | nach Cuxhaven                                                              |
| Dienststation / Betriebs- oder Güterbahnhof | 191,9 | Bremerhaven-Speckenbüttel (Rbf)                                            | Bremerhaven-Speckenbüttel (Rbf)                                            |
| Abzweig geradeaus und nach rechts | | nach Bremerhaven Imsumer Deich                                             | nach Bremerhaven Imsumer Deich                                             |
| Dienststation / Betriebs- oder Güterbahnhof | 194,2 | Bremerhaven Seehafen                                                       | Bremerhaven Seehafen                                                       |
| | |                                                                            |                                                                            |
| Kopfbahnhof Streckenende | | Bremerhaven Seehafen Columbusbahnhof Bahnhofsteil von Bremerhaven Seehafen | Bremerhaven Seehafen Columbusbahnhof Bahnhofsteil von Bremerhaven Seehafen |
| | |                                                                            |                                                                            |
| Quellen: | |                                                                            |                                                                            |

Die Bahnstrecke Bremen–Bremerhaven ist eine 1862 eröffnete durchgehend zweigleisige und seit 1966 elektrifizierte Eisenbahnhauptstrecke der Deutschen Bahn, die die beiden Städte Bremen und Bremerhaven verbindet. Sie ist Teil der insgesamt 172,8 km langen Bahnstrecke Wunstorf–Bremerhaven Seehafen DB-Grenze (Streckennummer 1740). Sie ist für Geschwindigkeiten von bis zu 160 km/h zugelassen.

## Bedienung
Die Strecke war bis 2001 in das Fernverkehrsnetz der Deutschen Bahn eingebunden. Auf ihr verkehrten verschiedene Fernzüge – vom Fernschnellzug über D-, IR- und IC-Züge bis hin zum ICE. Ein ICE von Bremerhaven nach München oder auch IR-Züge zwischen Cuxhaven und Luxemburg oder Saarbrücken sind die jüngeren Beispiele.
Wichtigster Zwischenbahnhof ist Osterholz-Scharmbeck, wo auch die Regional-Express-Züge halten. Die RE der Linien Bremerhaven – Bremen – Osnabrück und Bremerhaven–Bremen–Hannover verkehren jeweils im Zwei-Stunden-Takt und ergeben zusammen ein stündliches Expressangebot auf der Strecke. Bis 2010 verkehrte auf der Strecke eine stündliche Regionalbahn-Linie zwischen Bremen Hbf und Bremerhaven-Lehe. DB Regio Nord setzte hier Lokomotiven der Baureihe 110 zusammen mit n-Wagen ein. Im Rahmen einer europaweiten Ausschreibung hat die NordWestBahn den Zuschlag für den Betrieb der Regio-S-Bahn Bremen/Niedersachsen erhalten. Seit Dezember 2010 verkehrt stündlich die Linie RS 2 zwischen Bremerhaven-Lehe und Twistringen, seit Mitte Dezember 2011 auf dem Abschnitt zwischen Bremen Hauptbahnhof und Bremen-Burg die Linie RS 1 im Halbstundentakt, in der Hauptverkehrszeit im Viertelstundentakt. Zum Einsatz kommen Elektrotriebzüge vom Typ Coradia Continental.
Daneben findet umfangreicher Güterverkehr, der insbesondere im Transport von Containern und Autos besteht, von und zu den Bremerhavener Seehäfen statt.
Seit dem Fahrplanwechsel im Dezember 2021 wird die Strecke wieder vom Fernverkehr bedient. Ein Intercity-Zugpaar verbindet Bremerhaven und Köln über Bremen mit Zwischenhalt in Osterholz-Scharmbeck.

## Namensgebung
In historischen Quellen wird die Strecke auch als „Geestebahn“ (nach dem Fluss Geeste, an dem sie endete) bezeichnet. Diese Bezeichnung ist aber nicht eindeutig, weil auch die Bahnstrecke Bremerhaven-Wulsdorf–Buchholz (westlich Bremervörde) so bezeichnet wird.

## Geschichte
Die Trassenführung war ein umkämpfter Kompromiss des Königreichs Hannover und der  Freien Hansestadt Bremen. Um 1850 forderte Bremen eine von Vegesack und Blumenthal ausgehende kurze Verbindung an die Wesermündung. Dabei sollten insbesondere die wohlhabenden Dörfer der Osterstader Marsch erschlossen werden. Hannover bevorzugte dagegen eine Strecke über Lesum, Scharmbeck und Beverstedt. So wäre in Beverstedt zusätzlich ein Abzweig in Richtung Hamburg ermöglicht worden, um das hannoversche Geestemünde als Winterhafen für Hamburg nutzen zu können. Bremen schlug als Kompromiss die 1817–1839 gebaute heutige Bundesstraße 6 als groben Verlauf vor. Schließlich einigten sich beide Länder „in der Mitte“, so dass die Bahnstrecke bei Stubben und Loxstedt verläuft.
Der Endpunkt der Strecke war der Bahnhof Geestemünde. Der Hafen von Bremerhaven (und 1896 zunächst auch die Bahnstrecke Bremerhaven–Cuxhaven) wurde über eine kurz vor diesem abzweigende Stichstrecke angebunden. Erst 1914 entstand die heutige Streckenführung über den heutigen Hauptbahnhof, damals Bahnhof Geestemünde. Seit 1966 ist die Strecke durchgehend elektrifiziert.

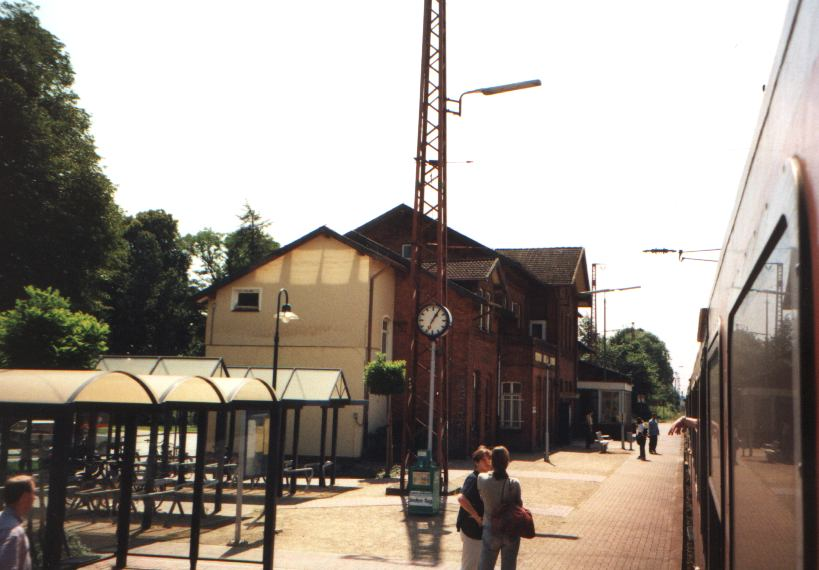
Stubben
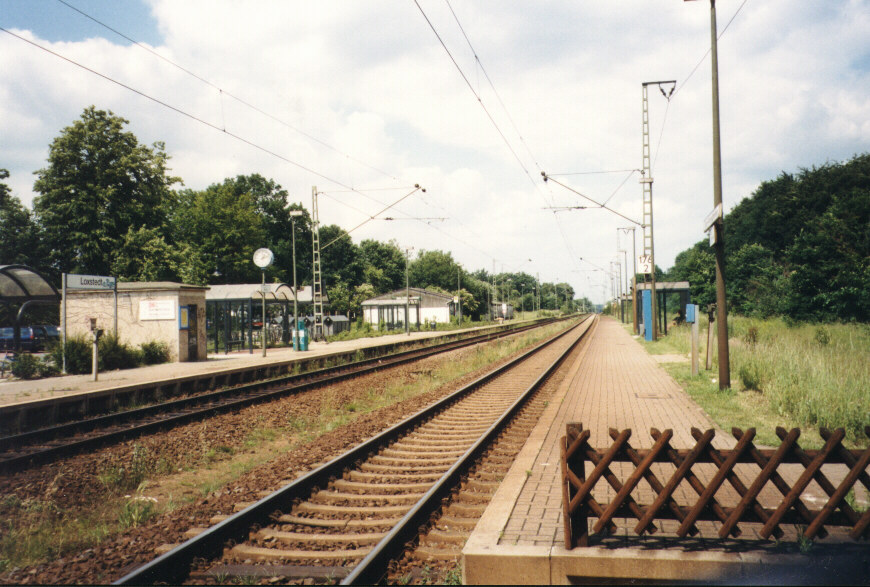
Loxstedt

## Ausbau
Im Rahmen des Projekts Optimiertes Alpha-E + Bremen, das im vordringlichen Bedarf des Bundesverkehrswegeplans 2030 enthalten ist, sind auf der Strecke ein drittes Gleis zwischen Bremen Rbf und Bremen-Burg und eine Blockverdichtung zwischen Stubben und Bremerhaven-Speckenbüttel vorgesehen. 2020 wurde mit der Grundlagenermittlung dieses Projektteils begonnen.
In der zweiten Hälfte des Jahres 2027 ist im Rahmen einer mehrmonatigen Vollsperrung eine Generalsanierung vorgesehen. Im Januar 2024 wurden Leistungen dafür ausgeschrieben.